# 나카니시 치요리
나카니시 치요리(일본어: 中西 智代梨, CHIYORI NAKANISHI, 1995년 5월 12일 ~ )는 일본의 여성 아이돌 그룹 전 AKB48 팀A의 멤버이다.
친구: SKE48 팀E : 타니 마리카-중학교동창

## 출연작
- PRODUCE 48 (2018년 6월 15일 ~ 현재, Mnet)